# Slovenský Pohár 2021-2022
La Coppa di Slovacchia 2021-2022, conosciuta anche come Slovnaft Cup per ragioni di sponsorizzazione, è stata la ventinovesima edizione del torneo, iniziata il 18 luglio 2021 e terminata l'8 maggio 2022. Lo Slovan Bratislava era la squadra campione in carica. L'edizione è stata vinta dallo Spartak Trnava, al suo terzo titolo.

## Formula del torneo
| Turno             | Squadre rimanenti | Squadre partecipanti | Vincitori del turno precedente | Squadre entrate | Campionati entranti                            | Date                              |
| ----------------- | ----------------- | -------------------- | ------------------------------ | --------------- | ---------------------------------------------- | --------------------------------- |
| Turno preliminare | 226               | 178                  | 0                              | 178             | Vincitori Coppe Regionali Campionati Regionali | 18-29 luglio 2021                 |
| Primo Turno       | 137               | 98                   | 89                             | 9               | 3. Liga                                        | 4 agosto 2021                     |
| Secondo Turno     | 88                | 74                   | 49                             | 25              | 2. Liga Fortuna Liga                           | 25 agosto 2021                    |
| Terzo Turno       | 51                | 38                   | 37                             | 1               | Pata                                           | 22 settembre 2021                 |
| Quarto Turno      | 32                | 32                   | 19                             | 13              | 13 squadre                                     | 27 ottobre 2021                   |
| Ottavi di finale  | 16                | 16                   | 16                             | 0               |                                                | 2 marzo 2022                      |
| Quarti di Finale  | 8                 | 8                    | 8                              | 0               |                                                | 15-16 marzo 2022                  |
| Semifinali        | 4                 | 4                    | 4                              | 0               |                                                | 6-7 aprile 2022 19-20 aprile 2022 |
| Finale            | 2                 | 2                    | 2                              | 0               |                                                | 8 maggio 2022                     |

## Turno preliminare
| Squadra 1                       | Risultato       | Squadra 2                    |
| ------------------------------- | --------------- | ---------------------------- |
| 18 luglio 2021                  |                 |                              |
| Družstevník Rybky               | 5 - 0           | Mokrý Háj                    |
| 24 luglio 2021                  |                 |                              |
| Domino Bratislava               | 0 - 8           | Rača                         |
| Boleraz                         | 0 - 3           | Spartak Myjava               |
| Buzitka                         | 1 - 4           | Fiľakovo                     |
| Baník Handlová                  | 0 - 1           | Banik Prievidza              |
| Harichovce                      | 4 - 0           | Spisske Vlachy               |
| Komjatice                       | 0 - 2           | Velke Lovce                  |
| Velky Cetin                     | 0 - 7           | Nitra                        |
| Družstevník Zvončín             | 2 - 2 (4-5 dtr) | Blava 1928                   |
| Slovan Modra                    | 3 - 3 (6-5 dtr) | Pezinok                      |
| 25 luglio 2021                  |                 |                              |
| Jednota Sokol Chocholná-Velčice | 2 - 4           | Nové Mesto nad Váhom         |
| Baník Brodské                   | 0 - 6           | Druzstevnik Radimov          |
| Besenov                         | 1 - 1 (2-4 dtr) | Nové Zámky                   |
| Bitarova                        | 1 - 2           | Olympia Bobrov               |
| Bolesov                         | 2 - 4           | Trenčianske Stankovce        |
| Tatran Bystré                   | 0 - 2           | Hencovce                     |
| Tatran Chlebnice                | 1 - 0           | Tvrdošín                     |
| Chminianska Nova Ves            | 3 - 0           | Košická Nová Ves             |
| Družstevník Dlhá nad Oravou     | 1 - 4           | Stráňavy                     |
| Partizán Domaniža               | 0 - 1           | Crystal                      |
| Dudince                         | 0 - 1           | Banská Štiavnica             |
| Jesenské                        | 4 - 2           | Detva                        |
| Gbeľany                         | 2 - 0           | Teplička nad Váhom           |
| Hontianske Nemce                | 1 - 1 (5-4 dtr) | Lokomotíva Zvolen            |
| Horna Krupa                     | 0 - 0 (4-2 dtr) | Vrbove                       |
| Vápeč Horná Poruba              | 1 - 1 (4-5 dtr) | Partizán Prečín              |
| Hrochoť                         | 0 - 8           | Podkonice                    |
| Iskra Hnúšťa                    | 0 - 1           | Poltár                       |
| Iskra Holíč                     | 0 - 3           | Nafta Gbely                  |
| Jasenov                         | 1 - 2           | Spartak Medzilaborce         |
| Jelka                           | 1 - 3           | Thermál Veľký Meder          |
| Kanianka                        | 2 - 0           | Dolné Vestenice              |
| Kechnec                         | 4 - 4 (2-4 dtr) | Čaňa                         |
| Ladomerská Vieska               | 1 - 8           | Kováčová                     |
| Lastomir                        | 0 - 6           | Pavlovce nad Uhom            |
| Likavka                         | 0 - 0 (5-4 dtr) | Rosina                       |
| Lokomotíva Košice               | 1 - 0           | Gelnica                      |
| Magura Vavrecka                 | 1 - 2           | Závažná Poruba               |
| Maraton Sena                    | 2 - 2 (2-4 dtr) | Mladosť Kalša                |
| Melčice-Lieskové                | 0 - 4           | Častkovce                    |
| Strojár Krupina                 | 0 - 1           | Málinec                      |
| Nevidzany                       | 1 - 4           | Lipová                       |
| Okolicna                        | 2 - 2 (9-8 dtr) | Hurbanovo                    |
| Opatovska Nova Ves              | 0 - 2           | Novohrad Lučenec             |
| Oravan                          | 1 - 3           | Liptovská Štiavnica          |
| Fintice                         | 2 - 1           | Marhan                       |
| Teplicka                        | 1 - 1 (4-3 dtr) | Spišská Nová Ves             |
| Piešťany                        | 1 - 5           | Trebatice                    |
| Plevník-Drienové                | 1 - 1 (3-5 dtr) | Spartak Kvašov               |
| Podhajska                       | 0 - 4           | Družstevník V.L.             |
| Slovan Poproč                   | 1 - 7           | Spartak Medzev               |
| Predmier                        | 0 - 3           | Kysucké Nové Mesto           |
| Ptava NV Ptičie                 | 1 - 2           | Slovan Belá nad Cirochou     |
| Rožňava                         | 0 - 1           | Dvorníky-Včeláre             |
| Saca                            | 0 - 2           | Tahanovce                    |
| Široké                          | 2 - 5           | Pivovar Veľký Šariš          |
| Báb                             | 4 - 1           | Kovarce                      |
| Selce                           | 2 - 4           | Šalková                      |
| Veľké Zálužie                   | 3 - 1           | Slovan Hlohovec              |
| Slovenska Lupca                 | 2 - 2 (6-5 dtr) | Sokol Medzibrod              |
| Sokol Zubrohlava                | 0 - 5           | D. Kubin                     |
| Pokrok Stará Bystrica           | 1 - 2           | Čierne                       |
| Svosov                          | 1 - 2           | Dynamo Diviaky               |
| Tatran Lubica                   | 0 - 3           | Gerlachov                    |
| Slovan Skalité                  | 1 - 3           | Kotesova                     |
| Višňové                         | 0 - 3           | Javorník Makov               |
| Tomasovce                       | 0 - 0 (1-3 dtr) | Badín                        |
| Topoľčany                       | 0 - 4           | Solčany                      |
| Torysa                          | 0 - 6           | Slovan Sabinov               |
| Trstice                         | 4 - 0           | Neded                        |
| Tatran Uhrovec                  | 1 - 1 (1-4 dtr) | Spartak Bánovce nad Bebravou |
| Vazec                           | 2 - 3           | Brezno                       |
| Veľká Lomnica                   | 5 - 2           | Levoča                       |
| Velky Krtis                     | 3 - 1           | Pliesovce                    |
| Vikartovce                      | 2 - 2 (4-3 dtr) | Poprad                       |
| Vojcice                         | 3 - 0           | Budkovce                     |
| Slovan Zemianske Kostolany      | 0 - 5           | Tovarníky                    |
| Casta                           | 3 - 4           | Svätý Jur                    |
| Kráľová                         | 0 - 1           | MŠK Senec                    |
| Karpaty Limbach                 | 1 - 3           | Tomášov                      |
| Lozorno                         | 0 - 2           | Láb                          |
| Malacky                         | 2 - 1           | Devinska Nová Ves            |
| NMŠK 1922 Bratislava            | 1 - 4           | Dunajská Lužná               |
| Velky Biel                      | 1 - 2           | Nova Dedinka                 |
| Slovan Viničné                  | 0 - 0 (3-4 dtr) | Vrakuňa                      |
| Tisovec                         | 0 - 1           | Rimavská Sobota              |
| 28 luglio 2021                  |                 |                              |
| Olováry                         | 3 - 0           | Hajnáčka                     |
| Jarovce                         | 1 - 1 (8-7 dtr) | Inter Bratislava             |
| 29 luglio 2021                  |                 |                              |
| Ferenc Borsa                    | 4 - 0           | Lokomotíva Michaľany         |

## Primo turno
| Squadra 1             | Risultato       | Squadra 2                    |
| --------------------- | --------------- | ---------------------------- |
| 30 luglio 2021        |                 |                              |
| Svätý Jur             | 0 - 7           | Tomášov                      |
| 31 luglio 2021        |                 |                              |
| Častkovce             | 4 - 1           | Nové Mesto nad Váhom         |
| Kanianka              | 2 - 5           | Banik Prievidza              |
| Okolicna              | 1 - 1 (5-4 dtr) | Družstevník V.L.             |
| Láb                   | 0 - 5           | Malacky                      |
| Vrakuňa               | 0 - 0 (3-4 dtr) | MŠK Senec                    |
| 1º agosto 2021        |                 |                              |
| Nafta Gbely           | 2 - 0           | Spartak Myjava               |
| Spartak Kvašov        | 0 - 2           | KOVO Beluša                  |
| Lipová                | 0 - 2           | Trstice                      |
| Veľké Zálužie         | 1 - 1 (1-4 dtr) | Blava 1928                   |
| Partizán Prečín       | 0 - 2           | Považská Bystrica            |
| 3 agosto 2021         |                 |                              |
| Rača                  | 2 - 1           | Dunajská Lužná               |
| Solčany               | 1 - 1 (4-5 dtr) | Tovarníky                    |
| 4 agosto 2021         |                 |                              |
| Stráňavy              | 1 - 2           | Dolný Kubín                  |
| Banská Štiavnica      | 1 - 1 (2-4 dtr) | Spartak Bánovce nad Bebravou |
| Brezno                | 1 - 2           | Závažná Poruba               |
| Tatran Chlebnice      | 0 - 5           | Tatran Oravské Veselé        |
| Čierne                | 0 - 3           | Olympia Bobrov               |
| Dynamo Diviaky        | 1 - 4           | Fomat Martin                 |
| Jesenské              | 3 - 0           | Velky Krtis                  |
| Gbeľany               | 1 - 6           | Kysucké Nové Mesto           |
| Horna Krupa           | 2 - 3           | Trebatice                    |
| Jarovce               | 0 - 2           | Thermál Veľký Meder          |
| Málinec               | 1 - 1 (5-3 dtr) | Podkonice                    |
| Kotesova              | 0 - 3           | Jednota Bánová               |
| Likavka               | 2 - 1           | Liptovská Štiavnica          |
| Slovan Modra          | 1 - 3           | Nova Dedinka                 |
| Poltár                | 0 - 1           | Fiľakovo                     |
| Rimavská Sobota       | 0 - 2           | Novohrad Lučenec             |
| Družstevník Rybky     | 1 - 3           | Druzstevnik Radimov          |
| Javorník Makov        | 2 - 2 (3-4 dtr) | Tatran Krásno nad Kysucou    |
| Slovenska Lupca       | 5 - 0           | Hontianske Nemce             |
| Trenčianske Stankovce | 0 - 3           | Crystal Lednické Rovne       |
| Velke Lovce           | 2 - 2 (3-2 dtr) | Nové Zámky                   |
| Báb                   | 0 - 1           | Nitra                        |
| Šalková               | 0 - 0 (3-5 dtr) | Kováčová                     |
| 5 agosto 2021         |                 |                              |
| Olováry               | 2 - 2 (5-6 dtr) | Badín                        |
| 11 agosto 2021        |                 |                              |
| Chminianska Nova Ves  | 0 - 4           | Slovan Sabinov               |
| Dvorníky-Včeláre      | 0 - 3           | Spartak Medzev               |
| Ferenc Borsa          | 1 - 5           | Pavlovce nad Uhom            |
| Harichovce            | 1 - 1 (3-4 dtr) | Vikartovce                   |
| Hencovce              | 0 - 3           | Vranov nad Topľou            |
| Spartak Medzilaborce  | 2 - 0           | Slovan Belá nad Cirochou     |
| Fintice               | 0 - 5           | Tatran Prešov                |
| Teplicka              | 0 - 2           | Lokomotíva Košice            |
| Tahanovce             | 0 - 6           | Mladosť Kalša                |
| Veľká Lomnica         | 2 - 0           | Gerlachov                    |
| Pivovar Veľký Šariš   | 2 - 3           | Lipany                       |
| Vojcice               | 2 - 4           | Čaňa                         |

## Secondo turno
| Squadra 1                    | Risultato       | Squadra 2           |
| ---------------------------- | --------------- | ------------------- |
| 18 agosto 2021               |                 |                     |
| Blava 1928                   | 0 - 4           | Šamorín             |
| MŠK Senec                    | 3 - 1           | Tomášov             |
| Velke Lovce                  | 0 - 6           | DAC Dunajská Streda |
| 24 agosto 2021               |                 |                     |
| Jesenské                     | 0 - 3           | Dukla B.B.          |
| Fomat Martin                 | 0 - 5           | Pohronie            |
| Tatran Prešov                | 2 - 2 (5-6 dtr) | Zemplín Michalovce  |
| Tovarníky                    | 0 - 3           | ViOn Z.M.           |
| 25 agosto 2021               |                 |                     |
| Badín                        | 1 - 2           | Novohrad Lučenec    |
| Banik Prievidza              | 1 - 3           | Púchov              |
| Spartak Bánovce nad Bebravou | 0 - 6           | Podbrezová          |
| KOVO Beluša                  | 0 - 3           | Spartak Trnava      |
| Crystal                      | 0 - 0 (4-5 dtr) | Častkovce           |
| Druzstevnik Radimov          | 0 - 0 (2-4 dtr) | Senica              |
| Fiľakovo                     | 0 - 4           | FC Košice           |
| Čaňa                         | 0 - 4           | Humenné             |
| Nafta Gbely                  | 1 - 1 (5-3 dtr) | Nitra               |
| Tatran Krásno nad Kysucou    | 0 - 5           | Liptovský Mikuláš   |
| Likavka                      | 2 - 5           | Dolný Kubín         |
| Lokomotíva Košice            | 2 - 1           | Vikartovce          |
| Malacky                      | 0 - 3           | Skalica             |
| Spartak Medzev               | 2 - 1           | Mladosť Kalša       |
| Spartak Medzilaborce         | 2 - 2 (4-1 dtr) | Pavlovce nad Uhom   |
| Nova Dedinka                 | 0 - 1           | Rača                |
| Okolicna                     | 0 - 8           | Komárno             |
| Olympia Bobrov               | 1 - 3           | Kysucké Nové Mesto  |
| Tatran Oravské Veselé        | 0 - 3           | Ružomberok          |
| Považská Bystrica            | 2 - 0           | Dubnica             |
| Slovenska Lupca              | 0 - 2           | Kováčová            |
| Trebatice                    | 2 - 1           | Petržalka           |
| Trstice                      | 0 - 3           | Sereď               |
| Veľká Lomnica                | 1 - 3           | Slovan Sabinov      |
| Thermál Veľký Meder          | 0 - 3           | AS Trenčín          |
| Vranov nad Topľou            | 2 - 1           | Slavoj Trebišov     |
| Závažná Poruba               | 2 - 4           | Námestovo           |
| 1º settembre 2021            |                 |                     |
| Lipany                       | 1 - 1 (6-5 dtr) | Partizán Bardejov   |
| 4 settembre 2021             |                 |                     |
| Málinec                      | 0 - 7           | Slovan Bratislava   |
| 22 settembre 2021            |                 |                     |
| Jednota Bánová               | 0 - 0 (5-6 dtr) | Žilina              |

## Terzo turno
| Squadra 1            | Risultato       | Squadra 2           |
| -------------------- | --------------- | ------------------- |
| 14 settembre 2021    |                 |                     |
| Slovan Sabinov       | 0 - 4           | Zemplín Michalovce  |
| Pata                 | 0 - 4           | Spartak Trnava      |
| 15 settembre 2021    |                 |                     |
| Kysucké Nové Mesto   | 0 - 6           | Ružomberok          |
| 21 settembre 2021    |                 |                     |
| Námestovo            | 0 - 3           | Pohronie            |
| Šamorín              | 0 - 0 (4-2 dtr) | Sereď               |
| Rača                 | 0 - 3           | AS Trenčín          |
| 22 settembre 2021    |                 |                     |
| Častkovce            | 1 - 1 (3-5 dtr) | Púchov              |
| Nafta Gbely          | 0 - 3           | Senica              |
| Komárno              | 0 - 0 (4-3 dtr) | DAC Dunajská Streda |
| Lokomotíva Košice    | 1 - 2           | Lipany              |
| Spartak Medzev       | 1 - 3           | Humenné             |
| Spartak Medzilaborce | 0 - 0 (1-4 dtr) | Vranov nad Topľou   |
| Novohrad Lučenec     | 2 - 5           | FC Košice           |
| Podbrezová           | 2 - 1           | Dukla B.B.          |
| Trebatice            | 0 - 9           | ViOn Z.M.           |
| 28 settembre 2021    |                 |                     |
| Považská Bystrica    | 1 - 2           | Žilina              |
| 29 settembre 2021    |                 |                     |
| MŠK Senec            | 1 - 7           | Skalica             |
| 6 ottobre 2021       |                 |                     |
| Dolný Kubín          | 3 - 2           | Liptovský Mikuláš   |
| 9 ottobre 2021       |                 |                     |
| Kováčová             | 0 - 2           | Slovan Bratislava   |

## Quarto turno
Il sorteggio è stato effettuato il 7 ottobre 2021.
| Squadra 1           | Risultato       | Squadra 2          |
| ------------------- | --------------- | ------------------ |
| 19 ottobre 2021     |                 |                    |
| Kezmarok            | 0 - 3           | Skalica            |
| 20 ottobre 2021     |                 |                    |
| Lehota              | 0 - 1           | Pohronie           |
| 26 ottobre 2021     |                 |                    |
| Podbrezová          | 2 - 2 (6-7 dtr) | Spartak Trnava     |
| 27 ottobre 2021     |                 |                    |
| Slovan Galanta      | 1 - 2           | Humenné            |
| Šašová              | 3 - 2           | Rovinka            |
| Belá Dulice         | 0 - 1           | Vranov nad Topľou  |
| Slávia TU Košice    | 0 - 5           | Slovan Bratislava  |
| Príbelce            | 0 - 3           | AS Trenčín         |
| Ružomberok          | 1 - 0           | Lipany             |
| 2 novembre 2021     |                 |                    |
| Bešeňová            | 1 - 5           | Senica             |
| Dolný Kubín         | 2 - 3           | Žilina             |
| 3 novembre 2021     |                 |                    |
| Slavoj Spišská Belá | 0 - 12          | Šamorín            |
| 10 novembre 2021    |                 |                    |
| Komárno             | 2 - 1           | Zemplín Michalovce |
| 21 novembre 2021    |                 |                    |
| Rohožník            | 0 - 2           | FC Košice          |
| 12 febbraio 2022    |                 |                    |
| Tesla Stropkov      | 1 - 2           | Púchov             |
| 15 febbraio 2022    |                 |                    |
| Spišské Podhradie   | 0 - 7           | ViOn Z.M.          |

## Quinto turno
Il sorteggio è stato effettuato il 2 dicembre 2021.
| Squadra 1         | Risultato       | Squadra 2         |
| ----------------- | --------------- | ----------------- |
| 1º marzo 2022     |                 |                   |
| Ružomberok        | 0 - 2           | Slovan Bratislava |
| Šašová            | 0 - 3           | Senica            |
| ViOn Z.M.         | 1 - 0           | Púchov            |
| FC Košice         | 1 - 2           | Spartak Trnava    |
| 2 marzo 2022      |                 |                   |
| Šamorín           | 1 - 1 (2-4 dtr) | Skalica           |
| Vranov nad Topľou | 1 - 2           | Pohronie          |
| AS Trenčín        | 3 - 1           | Humenné           |
| 9 marzo 2022      |                 |                   |
| Žilina            | 2 - 1           | Komárno           |

## Quarti di finale
Il sorteggio è stato effettuato il 3 marzo 2022.
| Squadra 1         | Risultato       | Squadra 2      |
| ----------------- | --------------- | -------------- |
| 15 marzo 2022     |                 |                |
| Slovan Bratislava | 2 - 0           | ViOn Z.M.      |
| AS Trenčín        | 2 - 0           | Skalica        |
| 16 marzo 2022     |                 |                |
| Žilina            | 0 - 0 (1-4 dtr) | Spartak Trnava |
| Senica            | 3 - 2           | Pohronie       |

## Semifinali
Il sorteggio è stato effettuato il 18 marzo 2022.
| Squadra 1                      | Totale | Squadra 2         | Andata | Ritorno |
| ------------------------------ | ------ | ----------------- | ------ | ------- |
| 6 aprile 2022 / 20 aprile 2022 |        |                   |        |         |
| Spartak Trnava                 | 7 - 0  | Senica            | 3 - 0  | 4 - 0   |
| 7 aprile 2022 / 19 aprile 2022 |        |                   |        |         |
| AS Trenčín                     | 1 - 2  | Slovan Bratislava | 0 - 0  | 1 - 2   |

## Finale
| Arbitro: | Peter Ziemba |

|              |           |                       |
| Mustafić 49’ | Marcatori | 52’ Bukata 114’ Dyjan |